# Fumiko Endō
Fumiko Endō (jap. 遠藤文子, Endō Fumiko; * um 1925) ist eine japanische Badmintonspielerin.

## Karriere
Fumiko Endō siegte 1950 bei den japanischen Einzelmeisterschaften sowohl im Damendoppel mit Utako Kobayashi als auch im Dameneinzel. Zwei Jahre später war sie nochmals im Doppel erfolgreich, wobei sie bei den 1952er Titelkämpfen mit Tomiko Arakawa am Start war.

## Sportliche Erfolge
| Saison | Veranstaltung                | Disziplin   | Platz | Name                          |
| ------ | ---------------------------- | ----------- | ----- | ----------------------------- |
| 1950   | Japan: Einzelmeisterschaften | Dameneinzel | 1     | Fumiko Endō                   |
| 1950   | Japan: Einzelmeisterschaften | Damendoppel | 1     | Fumiko Endō / Utako Kobayashi |
| 1952   | Japan: Einzelmeisterschaften | Damendoppel | 1     | Fumiko Endō / Tomiko Arakawa  |